# Вайсер, Анатолий Вольфович
Анатолий Вольфович Вайсер (род. 5 марта 1949, Алма-Ата) — российско-французский шахматист, гроссмейстер (1985). Кандидат физико-математических наук.
Окончил Новосибирский государственный университет. Математик.
Победитель Всероссийского турнира молодых мастеров (1969; 1—3-е места). Чемпионат РСФСР (1982) — 1—2-е места. Лучшие результаты в международных турнирах (список на 1989 год): Сочи (1981, 1982 и 1983) — 3-е, 3—5-е и 1—2-е места; Берлин (1982) — 2—3-е; Трнава (1983) — 2-е; Врнячка-Баня (1984 и 1986) — 3—4-е; Гавана (1985; 2-й турнир) — 1—2-е; Дели (1987) — 2—3-е; Будапешт (1989) — 2-е места.
Начиная с 1991 года представляет Францию. Победил на чемпионате Франции по шахматам в Нарбонне (1997) и был дважды вице-чемпионом (1996, 2001). Представлял Францию на двух шахматных Олимпиадах: 33-й (1998) и 35-й (2002). Двукратный обладатель клубного кубка Европы (1993 и 1994, Lyon-Oyonnax). 3-кратный чемпион мира среди ветеранов (2010, 2013; 65+ — 2014).
Автор книги Beating the King's Indian and Benoni (London: Batsford, 1997).

## Изменения рейтинга
| Графики недоступны из-за технических проблем. См. информацию на Фабрикаторе и на mediawiki.org. |